# Dumitreni (okręg Marusza)
Dumitreni (węg. Szentdemeter) – wieś w Rumunii, w okręgu Marusza, w gminie Bălăușeri. W 2011 roku liczyła 478 mieszkańców.